# Socialistische Alliantie van het Werkende Volk van Joegoslavië
De Socialistische Alliantie van het Werkende Volk van Joegoslavië (Servo-Kroatisch: Socijalistički savez radnog naroda Jugoslavije, Социјалистички савез радног народа Југославије; Sloveens: Socialistična zveza delovnega ljudstva Jugoslavije; Macedonisch: Социјалистички сојуз на работниот народ на Југославија) was de grootste sociaal-politieke organisatie van de Socialistische Federale Republiek Joegoslavië. De SSRNJ vervulde de functie van een massaorganisatie waar naast de Joegoslavische Communistenbond ook vakbonden, jeugdorganisaties, de vereniging voor reserveofficieren, Rode Kruis en andere organisaties bij waren aangesloten.

## Geschiedenis
Directe voorloper van de SSRNJ was het in augustus 1945 opgerichte Volksfront van Joegoslavië en op haar beurt de opvolger was van het Volksbevrijdingsfront van Joegoslavië (1941-1945), dat autonome afdelingen kende in de Joegoslavische deelstaten en verschillende antifascistische organisaties verbond en coördineerde in hun strijd tegen de Duitse bezetter en het fascistische bewind van de Ustašabeweging in Kroatië. Het Volksbevrijdingsfront werd volledig gedomineerd door de Joegoslavische Communistische Partij van de partizanenleider Josip Tito. Na de bevrijding van Joegoslavië door de eigen partizanen vormde Tito Joegoslavië (tot dan toe een koninkrijke) om tot een socialistische federale republiek en werd het Volksbevrijdingsfront vervangen door het Volksfront (NF). Naast een overkoepelende, landelijke organisatie, werden er volksfronten opgericht in alle deelrepublieken. Omdat Joegoslavië een eenpartijstaat was geworden, waren er buiten de communistische partij geen andere partijen bij het NF aangesloten. Wel bleef het voor onafhankelijke politici mogelijk om in aanloop naar verkiezingen op de kieslijst van het NF geplaatst te worden en als partijloos politicus in het parlement te worden gekozen. Een keur aan organisaties was aangesloten bij het Volksfront, zoals de communistische jeugdbond, de pioniersvereniging (voor kleuters), de vrouwenunie, de verschillende vakbewegingen, veteranenorganisaties etc. 
In 1953 werd het Volksfront omgevormd tot de Socialistische Alliantie van het Werkende Volk van Joegoslavië (SSRNJ). Tot de opheffing in 1990 was de SSRNJ de massaorganisatie met de meeste leden. In dat laatste jaar telde de SSRNJ 13 miljoen leden. Met het afnemen van de invloed van de Joegoslavische Communistenbond (SKJ) over staats- en sociale instellingen, nam de invloed van de SSRNJ toe. Dit proces kwam op gang in 1952, toen de communistische partij werd getransformeerd in een communistische bond, met autonome afdelingen in de deelrepublieken. Anders dan volksfronten in andere socialistische staten kende de SSRNJ een betrekkelijk grote autonomie t.o.v. de communistenbond. Na de dood van Tito (1980) verzwakte de macht van de SKJ aanzienlijk. In Slovenië, de meest welvarende en liberale republiek van Joegoslavië, sloten zich  vanaf het einde van de jaren tachtig ook regime-kritische organisaties aan bij de SSRNJ in die deelstaat.
Na de ontbinding van de SKJ en de invoering van een meerpartijenstelsel in 1990, werd SSRNJ opgeheven. De Servische afdeling fuseerde met de Servische Communistenbond tot de Socialistische Partij van Servië, het machtsvehikel van president Slobodan Milošević (1990). De Sloveense afdeling (SZDL) nam in 1990 de naam Socialistische Partij van Slovenië aan.

## Structuur
De structuur van de SSRNJ was vrijwel gelijk aan die van de SKJ. De SSRNJ was streng hiërarchisch opgebouwd en afdelingen waren tot in de kleinste buurtschappen terug te vinden. Het hoogste bestuursorgaan was het Presidium, dat bestond uit leden van de SKJ, de strijdkrachten, vakbond, jeugdorganisaties etc.

## Verkiezingen
Kandidaten voor verkiezingen op elk niveau (van commune tot federaal parlement) dienden lid te zijn van de SSRNJ. De federale verkiezingen (en de verkiezingen in de deelrepublieken) die tussen 1945 en 1989 werden gehouden waren op basis van een eenheidslijst van kandidaten aangesloten bij de SSRNJ. De meeste van deze kandidaten waren ook lid van de communistenbond, maar dat hoefde niet.

## Aangesloten federale organisaties (selectie)
- Confederatie van Vakbonden van Joegoslavië
- Bond van de Socialistische Jeugd van Joegoslavië
- Rode Kruis van Joegoslavië
- Federatie van Veteranenorganisaties van de Volksbevrijdingsoorlog van Joegoslavië
- Antifascistisch Vrouwenfront van Joegoslavië
- Organisatie van Partizanen voor Lichamelijke Oefening
- Raad voor Kinderwelzijn van Joegoslavië
- Unie van Pioniers van Joegoslavië

## Afdelingen in de deelrepublieken
- Servië: Socialistische Alliantie van het Werkende Volk in Servië
- Slovenië: Socialistische Alliantie van het Werkende Volk van Slovenië
- Kroatië: Socialistische Alliantie van het Werkende Volk van Kroatië
- Macedonië: Socialistische Alliantie van het Werkende Volk van Macedonië
- Montenegro: Socialistische Alliantie van het Werkende Volk van Montenegro
- Bosnië en Herzegovina: Socialistische Alliantie van het Werkende Volk van Bosnië en Herzegovina

## Verkiezingsresultaten
| 1945                     | 8.383.455  | 90,48 | 354 / 354 |
| 1950                     | -          | 94,2  | 354 / 354 |
| 1953                     | -          | 98,5  | 282 / 282 |
| 1958                     | -          | -     | 301 / 301 |
| 1963                     | -          | -     | 120 / 120 |
| 1969                     | 11.173.725 | 99,31 | 120 / 120 |
| 1974                     | -          | -     | 220 / 220 |
| 1978                     | -          | -     | 220 / 220 |
| 1982                     | -          | -     | 220 / 220 |
| 1986                     | -          | -     | 220 / 220 |
| Bron: Nohlen et al., IPU |            |       |           |